# John Russell, I conde de Bedford

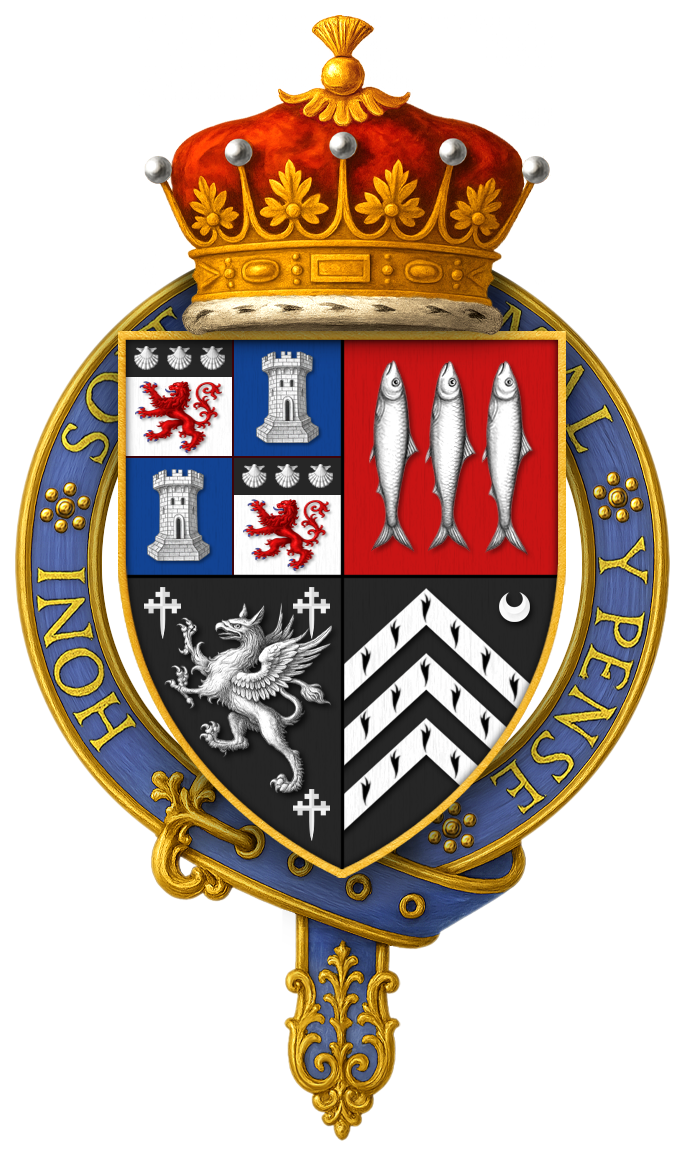
Armas cuarteadas de John Russell, I conde de Bedford, como se ve en su placa de la jarretera. En cuatro cuartos: 1er gran cuarto: Russell, en cuarto Azur, una torre plateada (de la Tour); 2: Gules, tres arenques hauriant argent (Herringham); 3: Sable, un grifo segregante entre tres cruces plateadas (Froxmere); 4: Sable, tres galones de armiño con una media luna para diferenciar (Wyse)

John Russell, primer conde de Bedford KG PC JP ( c. 1485 - 14 de marzo de 1555) fue un ministro inglés de la era Tudor. Desempeño los cargos de Lord gran almirante y Lord del Sello Privado. Entre las tierras y propiedades que le entregó Enrique VIII tras la disolución de los monasterios, se contaban la abadía y la ciudad de Tavistock, y la zona del actual Covent Garden.Es el antepasado de todos los condes y duques de Bedford y de los condes Russell posteriores, incluido John Russell, primer ministro del Reino Unido, y el filósofo Bertrand Russell .

## Orígenes
John Russell nació c. 1485 probablemente en Berwick-by-Swyre, Dorset, hijo de Sir James Russell y de su primera esposa Alice Wyse.

## Carrera
En 1506, John Russell estaba al servicio del archiduque Felipe de Austria y de su esposa Juana (rey y reina de Castilla) cuando naufragaron frente a Weymouth, y escoltó a la pareja real a la corte inglesa en Londres. Era uno de los caballeros más destacados de su tiempo  y fue muy elogiado por los reyes castellanos ante Enrique VII, del que se convirtió en Caballero de la Cámara Privada en 1507, al igual que de su hijo y sucesor Enrique VIII en 1509, que lo empleó en diversas misiones militares y diplomáticas durante la Guerra de la Liga de Cambrai. Participó en la toma de Thérouanne y Tournai y fue nombrado caballero el 2 de julio de 1522 después de perder un ojo durante la toma de Morlaix en Bretaña. Presencío también la batalla de Pavía .
Después de su matrimonio en la primavera de 1526, realizó obras en su hogar ancestral de Chenies Manor House. Ahora gozaba del favor del rey y del cardenal Wolsey, aunque no sufriría la desgracia por la caída de este último.
La caída y ejecución de Henry Courtenay, marqués de Exeter, dejó un vacío de poder en los condados del suroeste de Inglaterra, que Russell fue llamado a llenar. El 9 de marzo de 1538/1539 fue creado barón Russell y nombrado Lord Presidente del Consejo de Occidente . Al mes siguiente, fue nombrado Caballero de la Jarretera . En julio de 1539 lo hicieron Gran Mayordomo de Cornualles y Lord Guardián de los Stannaries .
El Consejo del Oeste no resultó un instrumento eficaz de gobierno y no sobrevivió a la caída de Cromwell. Russell, sin embargo, mantuvo su estatus de gran magnate en los condados occidentales y obtuvo el cargo de Lord Gran Almirante en 1540 ya que el anterior titular anterior, el conde de Southampton, reemplazó a Cromwell como Lord del Sello Privado. Después de que Enrique VIII conociera a Ana de Cleves en Rochester, al día siguiente le preguntó a Russell si "la consideraba bella". Russell respondió con su diplomacia y prudencia naturales que consideraba "que no era rubia, sino morena " (juego de palabras, ya que fair significa igualmente hermosa y rubia). En 1542, el propio Russell dimitió del Almirantazgo y fue nombrado Lord del Sello Privado tras la muerte de Southampton. Fue Gran Mayordomo de la Universidad de Oxford desde 1543 hasta su muerte.
Durante la Guerra italiana de 1542, sitió sin éxito Montreuil en 1544, y fue Capitán General de la Vanguardia del ejército para el ataque a Boulogne en 1545. Se mantuvo cerca de Enrique VIII durante los últimos años de su reinado y, a su muerte en 1547, fue uno de los albaceas del testamento del rey y uno de los dieciséis consejeros durante la minoría de edad de su hijo, el rey Eduardo VI .
El 21 de junio de 1553 fue uno de los veintiséis pares que firmaron a favor de Lady Jane Grey . Fue enviado para acompañar al rey Felipe II en Inglaterra a su llegada de España para casarse con la reina María .

## Condado
Fue Lord gran senescal en la coronación del rey Eduardo VI (1547-1553) el 20 de febrero de 1547 y creado por el joven rey (en la práctica por su regente ) conde de Bedford el 19 de enero de 1550 para su ayuda en el cumplimiento de la orden del Consejo contra las "imágenes" y para la promoción de la nueva religión. En 1552, fue nombrado Lord Teniente de Devon .

## Matrimonio y descendencia
En la primavera de 1526 se casó con Anne Sapcote, hija de Sir Guy Sapcote de Huntingdonshire y Margaret Wolston, Con Anne Sapcote tuvo un hijo:
- Francis Russell, II conde de Bedford (1527-1585), hijo y heredero

### Hijastros
La cuestión de Anne Sapcote por parte de su primer marido, John Broughton (muerto en 1518), fue la siguiente:
- John Broughton (muerto en 1528).
- Katherine Broughton (m. 23 de abril de 1533), pupila del cardenal Wolsey, y de Agnes Howard, duquesa de Norfolk, quien organizó el matrimonio de Katherine con su hijo mayor, William Howard, primer barón. Howard de Effingham . [7] [8] [9]
- Anne Broughton (m. 16 de mayo de 1562), [10] [11] [12] que se casó, como segunda esposa con Sir Thomas Cheyney, Lord Warden de Cinque Ports . [13] [14]
- Hija cuyo nombre se desconoce, y que falleció entre julio de 1517 y 1529. [15]

## Muerte y entierro

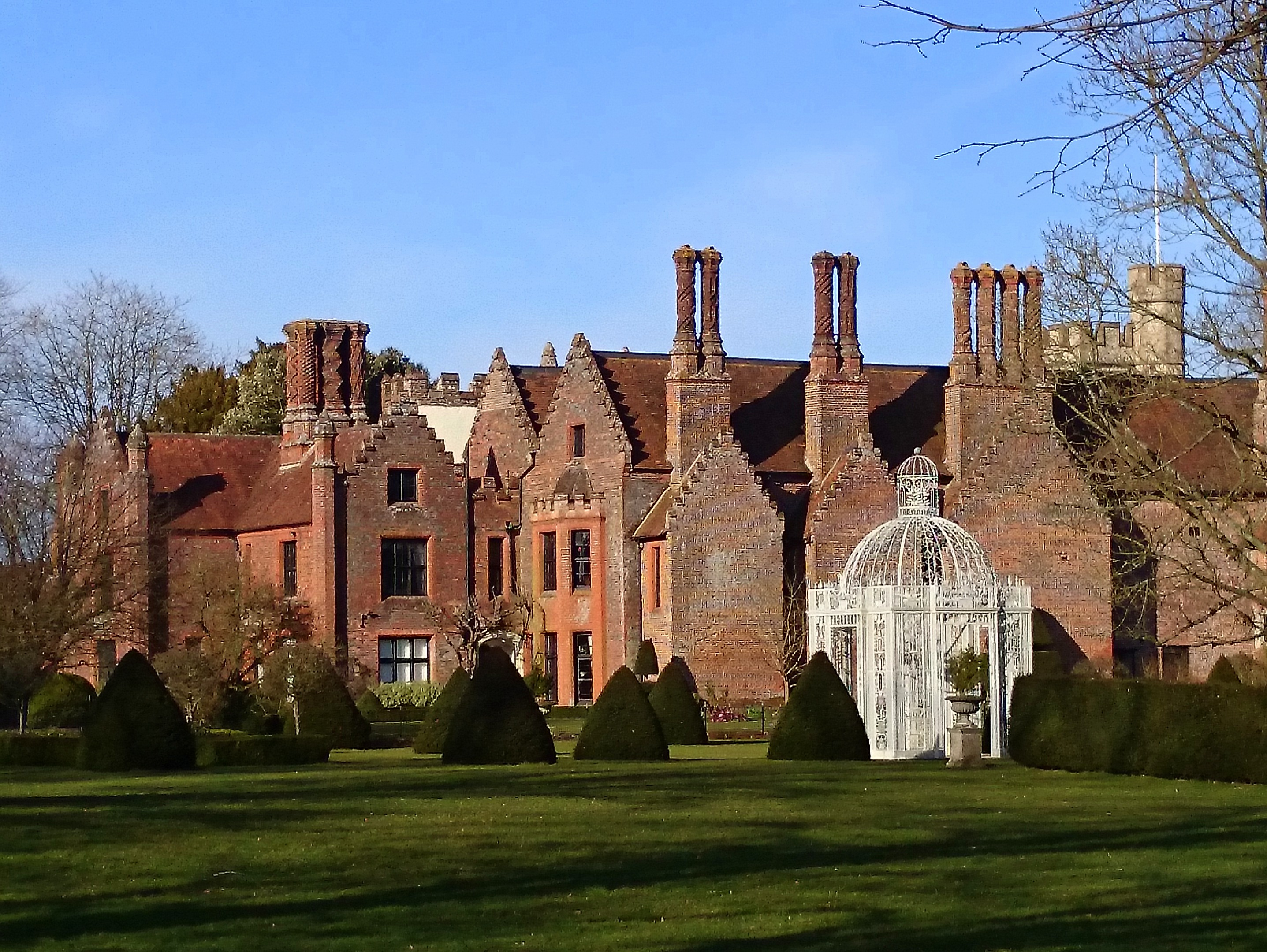
Mansión Chenies

Russell murió el 14 de marzo de 1554/5 y fue enterrado en su mansión ancestral de Chenies, Buckinghamshire, en la capilla privada Bedford de la iglesia parroquial junto a Chenies Manor House, su antigua residencia principal. Los duques de Bedford siguen siendo enterrados en esta capilla.
Su viuda, Ana, murió el 14 de marzo de 1559 y fue enterrada en Chenies el 21 de marzo de 1559. 

## Sucesión
Russell es el antepasado de todos los condes y duques de Bedford y de los condes Russell posteriores, incluido John Russell, primer ministro del Reino Unido, y el filósofo Bertrand Russell .

## Propiedades adquiridas
Tras la disolución de los monasterios, el rey Enrique VIII concedió a Russell tierras y propiedades, incluidas la abadía de Tavistock y la abadía de Plympton en Devon, las dos abadías más ricas de Devon y la abadía cisterciense de Dunkeswell también en Devon. Se le concedió el Blackfriars en Exeter, en el lugar donde construyó su opulenta casa conocida como Bedford House, desde donde desempeñó sus funciones como Lord Teniente de Devon . Estas concesiones lo convirtieron en el mayor terrateniente de Devon. En Bedfordshire, adquirió el sitio de Woburn Abbey, que convirtió en su sede principal. En Londres se le concedieron seven acres (28,000 m   llamado "Long Acre", y el huerto de la Abadía de Westminster, que ahora es el sitio de Covent Garden. El actual duque de Bedford (o sus fideicomisarios, los "fideicomisarios de Bedford") conservan todavía en 2013 varios acres de propiedades de primera calidad en Londres que comprenden Bedford Estate centrado en Bedford Square y Tavistock Square .[cita requerida]